# Los últimos héroes
Los Últimos Héroes es un álbum de estudio de la boy band puertorriqueña Menudo, lanzado en 1989 por la discográfica Melody. El álbum fue producido y grabado en Caracas, Venezuela, por Willie Croes (productor y esposo de la cantante brasileña Elisa Rego). En la formación del grupo estaban Sergio González, Rubén Gómez, Angelo García, Robert Avellanet y el nuevo miembro Rawy Torres, quien reemplazó a Ricky Martin.

## Promoción
Como parte de la promoción, el grupo inició una extensa gira con 40 conciertos en los Estados Unidos y en varios países de América del Sur. En 1989, el concierto realizado en Caracas fue lanzado en formato VHS. Las grabaciones se llevaron a cabo en El Poliedro de Caracas durante los días 28 y 29 de octubre de 1989 (sábado y domingo).
El título del álbum fue revivido años después, cuando el grupo se reunió para una serie de conciertos en Puerto Rico y otros países de América Latina en 2002 y 2005. Este fue el último álbum con la participación de Angelo García, quien dejó el grupo a los 13 años, siendo reemplazado por César Abreu.

## Desempeño comercial
El éxito comercial del álbum fue significativo: en los Estados Unidos se vendieron 40,000 copias, y en Venezuela fue certificado como disco de platino. Este éxito inspiró una miniserie homónima, en la cual participó Jonathan Montenegro, futuro miembro del grupo.

## Lista de canciones
| N.º | Título                 | Escritor(es)           | Singer(s)        | Duración |  |
| 1.  | «Los Últimos Héroes»   | Carlos Lara            | Sergio Gonzalez  | 3:46     |  |
| 2.  | «Sin Tu Amor»          | Juan Carlos Pérez Soto | Ruben Gomez      | 3:54     |  |
| 3.  | «Por Primera Vez»      | Fernando Osorio        | Rawy Torres      | 3:17     |  |
| 4.  | «Qué Pena»             | Fernando Osorio        | Robert Avellanet | 3:36     |  |
| 5.  | «Giro»                 | Juan Carlos Pérez Soto | Angelo Garcia    | 4:42     |  |
| 6.  | «Viejos Amigos»        | Carlos Lara            | Rawy Torres      | 3:57     |  |
| 7.  | «Ahora Sé»             | Fernando Osorio        | Robert Avellanet | 3:14     |  |
| 8.  | «Déjenme Pasar»        | Fernando Osorio        | Sergio Gonzalez  | 3:42     |  |
| 9.  | «No volverá a ocurrir» | Jesús Monarrez         | Angelo Garcia    | 3:04     |  |
| 10. | «Ven Y Enséñame»       | Fernando Osorio        | Ruben Gomez      | 3:25     |  |

## Certificaciones y ventas
| Región         | Certificación | Ventas  |
| -------------- | ------------- | ------- |
| Estados Unidos | ——            | 40,000  |
| Venezuela      | Platino       | 100,000 |